# Sidney Smythe
Pour les articles homonymes, voir Smythe.
Sidney Stafford Smythe, (1705 - 2 novembre 1778) est un juge et homme politique anglais.

## Jeunesse
Né à Londres, il est issu de " Sacharissa " de Customer Smythe et Waller. Son père, Henry Smythe de Old Bounds, dans la paroisse de Bidborough, Kent, est décédé en 1706, à l'âge de 29 ans. Sa mère, Elizabeth, la fille du Dr John Lloyd, chanoine de Windsor, devient alors l'épouse de William Hunt, et meurt le 6 octobre 1754 .
Smythe est admis à St John's College, Cambridge, en tant que co-roturier le 1er juillet 1721, et obtient son baccalauréat en 1724 . Entré à Inner Temple le 5 juin 1724, il est admis au barreau en février 1728 et rejoint le circuit national. En 1740, il est nommé intendant de la cour du palais du roi à Westminster, à la place de Thomas Abney, et au terme de Trinity 1747, il est nommé conseil du roi et devient conseiller de Inner Temple . Il est élu membre de la Royal Society en 1742.
Aux Élections générales britanniques de 1747, Smythe est élu à la Chambre des communes pour l'arrondissement d'East Grinstead. Il siège pendant trois sessions, mais aucun discours n'a été prononcé. En janvier 1749, il participe à la poursuite des contrebandiers jugés pour meurtre devant une commission spéciale à Chichester.

## Juge
Smythe est nommé baron de l'échiquier à la place de Charles Clarke décédé en 1750. Il reçoit l'ordre de la coiffe le 23 juin 1750, prend place sur le banc et, le 7 novembre, est fait chevalier. Avec Heneage Legge, il mène le procès de Mary Blandy aux assises d'Oxford en mars 1752.
Baron puîné, Smythe est nommé deux fois commissaire du Grand Sceau. La première fois, du 19 novembre 1756 au 20 juin 1757, il est membre de la commission avec John Willes et John Eardley-Wilmot (en). La deuxième fois, du 21 janvier 1770 au 23 janvier 1771, il est commissaire en chef, ses collègues étant Henry Bathurst et Richard Aston (en).
Smythe succède à Thomas Parker en tant que baron en chef de l'échiquier le 28 octobre 1772. Alors que Parker continue à jouir d'une bonne santé après sa démission, Smythe est souvent empêché par la maladie de se présenter au tribunal, William Murray aurait cruellement observé: "Le nouveau baron en chef devrait démissionner en faveur de son prédécesseur".
Après avoir présidé pendant cinq ans, Smythe est contraint de démissionner en novembre 1777 pour mauvaise santé. Il reçoit une pension de 2 400 £ et, le 3 décembre, prête serment comme membre du conseil privé. Il meurt à Old Bounds le 2 novembre 1778 et est enterré à Sutton-at-Hone, Kent.

## Famille
Smythe épouse, en 1733, Sarah, fille de Charles Farnaby, de Kippington dans le Kent, mais n'a laissé aucune descendance. Lui et sa femme se sont tous deux intéressés au mouvement évangélique. Elle est décédée le 18 mars 1790 et est enterrée à Sutton-at-Hone.